# Arthur Leong
Arthur Leong (Guangzhou, China; 1931 - Nueva Zelanda; 31 de agosto de 2023) fue un futbolista neozelandés nacido en China que jugó en la posición de defensa.

## Carrera

### Club
Jugó toda su carrera con el Hamilton Technical Old Boys de 1951 a 1967, con quien ganó la Copa Chatham en 1962.

### Selección nacional
Leong jugó para Nueva Zelanda en dos ocasiones en 1962 ante Nueva Caledonia, el primero fue una victoria por 4–1 el 2 de junio de 1962, y el segundo una victoria por 4–2 el 4 de junio.

## Logros
- Copa Chatham (1): 1962